# کیسیسخوی
کیسیسخوی (گرجی: კისისხევი) یک روستا در شهرداری تلاوی در گرجستان است.

## مردم
| سرشماری | جمعیت |
| ------- | ----- |
| ۲۰۰۲    | ۲۲۲۳  |
| ۲۰۱۴    | ۱۹۱۶  |